# Воїнка (село)
Во́їнка (крим. Voyinka) — село Перекопського району Автономної Республіки Крим.
Розташоване в центрі району.

## Історія
Поблизу Воїнки виявлено давні поселення: кілька неолітичних, два — періоду міді, 10 — бронзи. У могильнику часів неоліту розкопано 50 поховань. Досліджено також курганні поховання доби ранньої і пізньої бронзи.
Село засноване в 1885 році відставними солдатами. Перших поселенців було чоловік з п'ятдесят. Вони одержали земельні наділи по 4,9 десятини.
У 2010 році в селі побудували мечеть імені Ахмат-Хаджі Кадирова.
У 2023 році у проєкті Постанови Верховної Ради України «Про перейменування деяких населених пунктів Автономної Республіки Крим» село запропоновано перейменувати на Буюк-Мамчик.

## Населення

### Мова
Розподіл населення за рідною мовою за даними перепису 2001 року:
| Мова              | Відсоток |
| ----------------- | -------- |
| російська         | 49,73 %  |
| кримськотатарська | 28,85 %  |
| українська        | 11,29 %  |
| ромська           | 5,56 %   |
| румунська         | 0,71 %   |
| інші              | 3,86 %   |

## Постаті
- Висоцька Євгенія Петрівна (* 1975) — українська трекова та шосейна велогонщиця, багаторазова чемпіонка України, учасниця літніх Олімпійських ігор-2008 й жіночих багатоденок «Джиро д'Італія».